# Восточный потто
Восточный потто (лат. Arctocebus calabarensis) — примат из семейства лориевых, имеет много общего с потто и различными видами лори. Впервые этот вид был описан в 1859 году европейскими исследователями.

## Описание
Живет этот зверёк в лесах Западной Африки, на территории Камеруна, Нигерии и Экваториальной Гвинеи.
Длина тела составляет примерно 25 см, а масса — от 260 до 460 грамм. Хвост отсутствует. Мех имеет ярко-оранжевый окрас на спине, на животе шерсть белая или светло-серая. Как и другие представители лориевых, восточный потто имеет укороченный указательный палец, что позволяет ему крепко держаться за ветви деревьев, а на втором пальце каждой ноги имеется специальный коготь, используемый для ухода за шерстью.
Ведёт одиночный образ жизни. Питается преимущественно насекомыми, к примеру гусеницами и мотыльками. Фрукты дополняют рацион питания. После периода беременности, продолжительностью длится 131—136 дней, на свет появляется единственный детёныш. Половая зрелость наступает в возрасте 8—10 месяцев.